# لار (آلمان)
لار (به آلمانی: Laar) یک شهر  در آلمان است که در گرافشافت بنتهایم واقع شده‌است. لار ۲٬۲۱۴ نفر جمعیت دارد.